# Кошкарбай (Карагандинская область)
Кошкарбай (каз. Қошқарбай) — село в Шетском районе Карагандинской области Казахстана. Административный центр Нураталдинского сельского округа. Код КАТО — 356473100.

## Население
В 1999 году население села составляло 918 человек (455 мужчин и 463 женщины). По данным переписи 2009 года, в селе проживало 819 человек (410 мужчин и 409 женщин).